# Марк Фабий Дорсуон
Марк Фабий Дорсуон (лат. Marcus Fabius Dorsuo; IV век до н. э.) — римский политический деятель из патрицианского рода Фабиев, консул 345 года до н. э.

## Биография
Марк Фабий принадлежал к одному из самых знатных патрицианских семейств Рима; возможно, его отцом был Гай Фабий Дорсуон, который, согласно Титу Ливию, во время галльского нашествия в 390 году до н. э. спустился с Капитолия и прошёл через галльское войско, чтобы совершить жертвоприношение.
Коллегой Марка Фабия по консульству стал Сервий Сульпиций Камерин Руф. Когда аврунки предприняли набег на земли Рима, сенат, боясь, что врага поддержат все латины, назначил диктатора (Луция Фурия Камилла). По окончании срока диктатуры консулы приняли войско Камилла под своё командование и взяли город вольсков Сора, захватив его жителей врасплох.
Вероятно, у Марка Фабия был сын того же имени, отец консула 273 года до н. э. Гая Фабия Дорсона Лицина.